# Les Frangines (film, 1960)
Les Frangines est un film français réalisé par Jean Gourguet, sorti en 1960.

## Fiche technique
- Titre : Les Frangines
- Réalisation : Jean Gourguet
- Scénario et dialogues : Jean et Michèle Gourguet
- Photographie : Scarciafico Hugo
- Son : Séverin Frankiel
- Montage : Jeanne-Marie Favier
- Musique : José Cana
- Société de production : Société Française de Production
- Pays d'origine :  France
- Durée : 100 minutes
- Date de sortie : 10 février 1960

## Distribution
- Dora Doll : Janine
- Françoise Vatel : Nadine
- Guy Jacquet : Gérard Lambert
- Joël Séria : Olivier Berton
- Mag Avril : une professeure
- Georges Chamarat : M. Pommelle
- Maryse Martin : la directrice
- Marguerite Pierry : Mlle Guérande
- Michel Dumur : Louis dit « P'tit Lou »
- Louis Seigner : Monsieur Maréchal, le directeur
- Marcel Pérès : l'inspecteur
- Richard Bohringer